# Uwe Rahn
Uwe Rahn (Mannheim, 21 mei 1962) is een voormalig Duits voetballer.

## Clubcarrière
Rahn speelde tussen 1980 en 1994 voor Borussia Mönchengladbach, Köln, Hertha BSC, Fortuna Düsseldorf, Eintracht Frankfurt en Urawa Red Diamonds.

## Duits voetbalelftal
Rahn debuteerde in 1984 in het Duits nationaal elftal en speelde 14 interlands, waarin hij 5 keer scoorde.